# Stéfanos Sakhlikis
Stéfanos Sakhlikis (en grec: Στέφανος Σαχλίκης) va ser un poeta cretenc, nascut al voltant de 1331 i mort abans de 1403. Anteriorment considerat actiu entre els anys 1470-1495 o 1500, ara es data com un autor del segle xiv.

## Biografia
Sakhlikis comença a portar una vida dissoluta des de molt jove. Arruïnat, es va retirar al camp, on es va dedicar a la caça. Les seves relacions li van permetre aconseguir un treball d'advocat. Si al principi es va sorprendre pels hàbits dels advocats, no va passar massa temps per treure el mateix profit del seu negoci.

## Treball
Sachlikis és un poeta satíric, l'obra del qual ofereix una gran varietat de la vida cretenca del seu temps. És conegut principalment per dos poemes autobiogràfics. Ell compta la seva mala vida de joventut, la seva assistència freqüent als bordells, i la seva estada a la presó. Per això, ha estat comparat amb el poeta François Villon.